# アラフエラ湖
アラフエラ湖（アラフエラこ、スペイン語: Lago Alhajuela）はパナマのチャグレス川にある人造湖。1935年に完成したマッデンダムによってガトゥン湖の上流に作られ、パナマ運河とつながっている。アラフエラ湖に蓄えられた水は、閘門（カナルロック、水門で区切られた部分）に供給され、水位調整に使われる。運河の水の45パーセントを供給している。チャグレス川の他、Pequení川、Boquerón川、Salamanca川、La Puente川、Indio川、Piedras川、San Cristóbal川、Escandaloso川が湖に注ぐ。アラフエラ湖はパナマ市とコロン市の飲料水の水源でもある。
運河地帯がアメリカ統治下にあったころはマッデン湖と呼ばれていた。この呼称は、アメリカ合衆国下院歳出委員長のマーティン・マッデンにちなんでいた。運河地帯は基本的には運河から8kmまでの領域であったが、加えてアラフエラ湖とガトゥン湖も運河地域に属し、東西に突き出るこの二つの湖の湖岸線が運河地帯の境界とされていた。
流域にはおよそ1万5千人が暮らすが、水源地にもかかわらず上下水道やごみ収集サービスが整備されていないため、水質汚濁を引き起こしている。また、森林伐採により流域の保水能力は1978年から1994年の間に8%、2000年までにさらに6%低下している。2010年12月はじめ、アラフエラ湖の水位が最大を記録し、パナマ運河が12月8日から9日にかけて17時間閉鎖された。